# Farmer City
Farmer City város az USA Illinois államában, DeWitt megyében. Lakosainak száma 1828 fő (2020. április 1.).

## Népesség
A település népességének változása:

| 2010 | 2 037 |
| 2020 | 1 828 |